# Aptostichus simus
Aptostichus simus är en spindelart som beskrevs av Chamberlin 1917. Aptostichus simus ingår i släktet Aptostichus och familjen Cyrtaucheniidae. Inga underarter finns listade i Catalogue of Life.